# Ómicron Aquarii
Ómicron Aquarii (ο Aqr) es una estrella en la constelación de Acuario de magnitud aparente +4,70.
Aunque no tiene nombre propio habitual, junto a Sadalmelik (α Aquarii), recibía el título de Al Saʽd al Mulk, «la suerte del reino».
Asimismo, en China era conocida como Kae Uh, «el tejado».
De acuerdo a la nueva reducción de los datos de paralaje de Hipparcos, se encuentra a 436 años luz del sistema solar.
Ómicron Aquarii es una subgigante blanco-azulada de tipo espectral B7IVe con una temperatura efectiva de 12.942 K.
Su luminosidad es 380 veces superior a la luminosidad solar y tiene un radio cuatro veces más grande que el del Sol.
Su masa es de 3,8 masas solares y está abandonando la secuencia principal, habiendo recorrido el 93% de su trayecto dentro de la misma, de ahí su estatus de subgigante.
Evidencia una metalicidad inferior a la solar ([Fe/H] = -0,16 ± 0,15) y posee un débil campo magnético (<Be> = 85 G).
Ómicron Aquarii es una estrella Be —al igual que Phact (α Columbae) o κ Canis Majoris, también estrellas Be clásicas— con un disco ecuatorial caliente, consecuencia de su alta velocidad de rotación.
La rápida rotación también provoca que la forma de la estrella no sea esférica sino elipsoidal, estando achatada por los polos; su grado de «achatamiento» se estima en 0,35.
Su velocidad de rotación proyectada es de 282 km/s, muy alta pero aún lejos de su velocidad de rotación crítica de 391 km/s, a partir de la cual la estrella se desintegraría.
Su eje de rotación está inclinado unos 70° respecto a la línea de visión del observador terrestre.
El diámetro del disco de materia puede ser entre 10 y 14 veces más grande que el diámetro de la estrella.
Es una estrella ligeramente variable con una variación de brillo de 0,23 magnitudes.